# Chiara Fiorini
Chiara Fiorini (* 1. Februar 1956 in Acquarossa, Tessin) ist eine Schweizer Malerin und Objektkünstlerin.

## Leben
Chiara Fiorini wuchs in der italienischen Schweiz auf und studierte anschliessend Kunst an der École d’art Martenot (Diplom 1981) sowie auch der École Nationale Supérieure des Beaux-arts in Paris.(Diplom 1983).
Sie lebt seit 1983 in Zürich und beschäftigt sich mit Malerei, Collagen und künstlerischen Einrichtungen. Ihre Kunstwerke sowie ihre Installationen im Aussen- und Innenraum wurden in zahlreichen Solo- und Gruppenausstellungen in ganz Europa gezeigt. Sie unterrichtet seit 2009 Kunst an der Rietberg Montessori-Schule in Zürich.
Nebst Fiorinis Gemälden mit Acryl und Mischtechniken drehen sich ihre Werke oftmals um Gegenstände aus dem Alltag, die in ihren Einrichtungen neu eingesetzt werden. So wurden zum Beispiel für ihr Kunstwerk Made in Sugar für die Ausstellung Sarajevo zahlreiche Zuckerwürfel für eine Skulptur oder auch hunderte von Nadelköpfen in einem Objekt verwendet. In Chiara Fiorinis Werken kommen immer wieder unterschiedliche Objekte vor, wie zum Beispiel Gartenmöbel aus Gras, oder detailliert verzierte Skulpturen aus gehäkeltem Plastik.

## Einzelausstellungen
| 2023 | Arte e Musica, Bibliomedia           | Biasca (TI)          |
| 2022 | Nellimya Arthouse                    | Aranno (TI)          |
| 2021 | Jedlitschka Gallery                  | Zürich               |
| 2021 | Casa Pelli                           | Aranno (TI)          |
| 2019 | Jeditschka Gallery                   | Zürich               |
| 2019 | Atelier Titta Ratti                  | Malvaglia (TI)       |
| 2018 | Galerie Kunst im West                | Zürich               |
| 2017 | Galerie Noseland                     | Schöftland (AG)      |
| 2016 | Widmertheodoridis, Mir war nach Grün | Eschlikon (TG)       |
| 2015 | Art Station Isabella Lanz            | Zürich               |
| 2014 | Lebewohlfabrik                       | Zürich               |
| 2013 | Art Station Isabella Lanz            | Zürich               |
| 2012 | Galerie Salone Piazza Grande         | Curio (TI)           |
| 2010 | Widmer+Theodoridis Contemporary      | Zürich               |
| 2009 | ArtBox 33, Invitation au voyage      | Thalwil              |
| 2009 | Grange de Villoison                  | Villabé Essonnes (F) |
| 2009 | Galerie Sylva Denzler                | Zürich               |
| 2008 | Galerie Kunst im West                | Zürich               |
| 2006 | Galerie Ursula Wiedenkeller          | Zürich               |
| 2005 | Art Galerie Rorschach                | Rorschach            |
| 2005 | Lebewohlfabrik                       | Zürich               |
| 2003 | Galerie Ursula Wiedenkeller          | Zürich               |
| 2002 | Galerie Ursula Wiedenkeller          | Zürich               |
| 2001 | Galerie Christine Brügger            | Bern                 |
| 2000 | Galerie Ursula Wiedenkeller          | Zürich               |
| 1999 | Casa Cavalier Pellanda               | Biasca (TI)          |
| 1998 | Galerie Christine Brügger            | Bern                 |
| 1997 | Galerie Ursula Wiedenkeller          | Zürich               |
| 1995 | Galerie Ursula Wiedenkeller          | Zürich               |
| 1992 | Galerie d’Art International          | Paris                |
| 1992 | Galerie Ursula Wiedenkeller          | Zürich               |
| 1992 | Spazio XXI                           | Bellinzona           |
| 1989 | Galerie Ursula Wiedenkeller          | Zürich               |
| 1987 | Galerie Ursula Wiedenkeller          | Zürich               |
| 1986 | Château de Vullierens                | Vullierens (VD)      |
| 1986 | Praxis Bückert – Ramer               | Zürich-Oerlikon      |
| 1985 | Galerie du Stalden                   | Fribourg             |
| 1984 | Galerie d’Art International          | Chicago              |
| 1983 | Galerie d’Art International          | Paris                |
| 1982 | Galerie Deschamps                    | Louviers, F          |
| 1982 | Palais de l’Europe                   | Le Touquet, F        |
| 1981 | Galerie d’Art International          | Paris                |